# Colobium sindonis

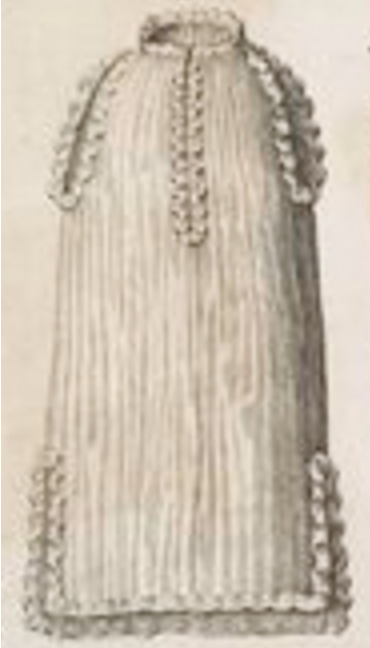
Particolare raffigurante il colobium sindolis da un'incisione di Francis Sandford raffigurante le insegne per l'incoronazione del re Giacomo II

Il colobium sindonis (tradotto dal latino: "tunica sudario") è una semplice tunica bianca senza maniche indossata dai monarchi britannici durante una parte della cerimonia di incoronazione. Simboleggia lo spogliarsi di ogni vanità mondana e lo stare nudi davanti a Dio. Durante la cerimonia, secondo un'antica usanza, sono previste diverse vestizioni e svestizioni. 
Durante la cerimonia, dopo l'unzione il colobium sindonis viene posto sopra gli abiti del monarca, sopra di questo viene poi indossata la Supertunica, una lunga veste di broccato d'oro. Indossando queste vesti il monarca viene investito delle regalie, incoronato e intronizzato. Entrambe le vesti vengono rimosse prima della processione finale per uscire dall'abbazia di Westminster. Entrambe queste vesti sono di un modello molto antico; si dice che quelle usate dai re medievali d'Inghilterra siano state usate da re Edoardo il Confessore alla sua incoronazione nel 1043, tuttavia queste furono distrutte dai parlamentari dopo la guerra civile inglese. Fino a Giorgio V, di solito veniva realizzato un nuovo colobium sindonis per ogni incoronazione; tuttavia, Carlo III per la sua incoronazione nel 2023 indossò il colobium sindonis del suo bisnonno Giorgio V.